# 布魯克斯·海德利
布魯克斯·海德利是一名美國音樂家和廚師，最著名的身份是多支硬核龐克和獨立搖滾樂團的鼓手。
海德利曾是紐約市一家被《紐約時報》評為四星級餐廳Del Posto的糕點行政主廚。離開Del Posto後，他開了一家素食漢堡餐廳Superiority Burger。

## 音樂生涯
1992年至1994年，海德利在巴爾的摩地區的硬核/Emo樂團Universal Order of Armageddon擔任鼓手。1993年，他還與Universal Order of Armageddon的樂隊成員托尼·喬伊一起加入政治硬核樂隊Born Against的最終陣容。
同年晚些時候，他搬到弗吉尼亞州里士满，與人合夥創建了(Young) Pioneers樂隊，並與該樂隊合作了數年。在1990年代餘下的時間裡，他曾在Men's Recovery Project和The Great Unraveling中短暫停留，隨後又在Skull Kontrol和Wrangler Brutes中度過較長時間。
海德利與Orthrelm樂團的吉他手米克·巴爾組成了Oldest樂團。此外，他還活躍於Universal Order of Armageddon樂隊，該樂隊於2010年再次開始演出。

## 個人生活
1999年，海德利獲得馬里蘭大學學士學位，並成為金鑰匙國際榮譽協會成員。
2013年5月，海德利憑藉在紐約餐廳Del Posto的出色工作，榮獲詹姆斯·比爾德基金會頒發的傑出糕點主廚獎。2019年，海德利憑藉Superiority Burger獲得詹姆斯·比爾德基金會紐約市最佳廚師獎提名。

## 外部連結
- Brooks Headley （页面存档备份，存于） at The Chef and Restaurant Database （页面存档备份，存于）
- Oldest （页面存档备份，存于） at MySpace.com